# Mattie
Mattie (arpità Màtie) és un municipi italià, situat a la ciutat metropolitana de Torí, a la regió del Piemont. L'any 2007 tenia 767 habitants. Està situat a la Vall de Susa, una de les Valls arpitanes del Piemont. Limita amb els municipis de Bussoleno, Fenestrelle, Meana di Susa, Roure i Susa.

## Administració
| Període | Identitat       | Partit        |
| ------- | --------------- | ------------- |
| 2004-   | Cesare Bellando | Llista cívica |